# 共青农场
共青农场是位于中华人民共和国黑龙江省鹤岗市萝北县的一个国有农场，隶属于黑龙江省农垦宝泉岭管理局。所辖区域列为萝北县的一个类似乡级单位。
共青农场位于三江平原，东邻萝北县城，西望鹤岗市。原为沈阳军区黑龙江生产建设兵团第二师十四团。1976年2月，撤销生产建设兵团，恢复农场体制，改为“向阳农场”，隶属宝泉岭管理局。1985年8月，为纪念青年垦荒队开发北大荒30周年，胡耀邦亲自为农场题写“共青农场”场名，从此更名为共青农场。

## 行政区划
共青农场下辖以下单位：
共青场直社区、共青农场第一管理区、共青农场第二管理区、共青农场第三管理区和共青农场第四管理区。